# Міжнародний фестиваль дитячого та юнацького кіно в Оулу
Міжнародний фестиваль дитячого та юнацького кіно в Оулу (фін. Oulun kansainvälinen lasten- ja nuortenelokuvien festivaali) — щорічний міжнародний кінофестиваль в місті Оулу, Фінляндія, який орієнтований на дитячо-юнацьку тематику. Вважається найстарішим фестивалем дитячого кіно у країнах Північної Європи. Фестиваль щорічно відвідує близько 30 тисяч осіб.

## Історія

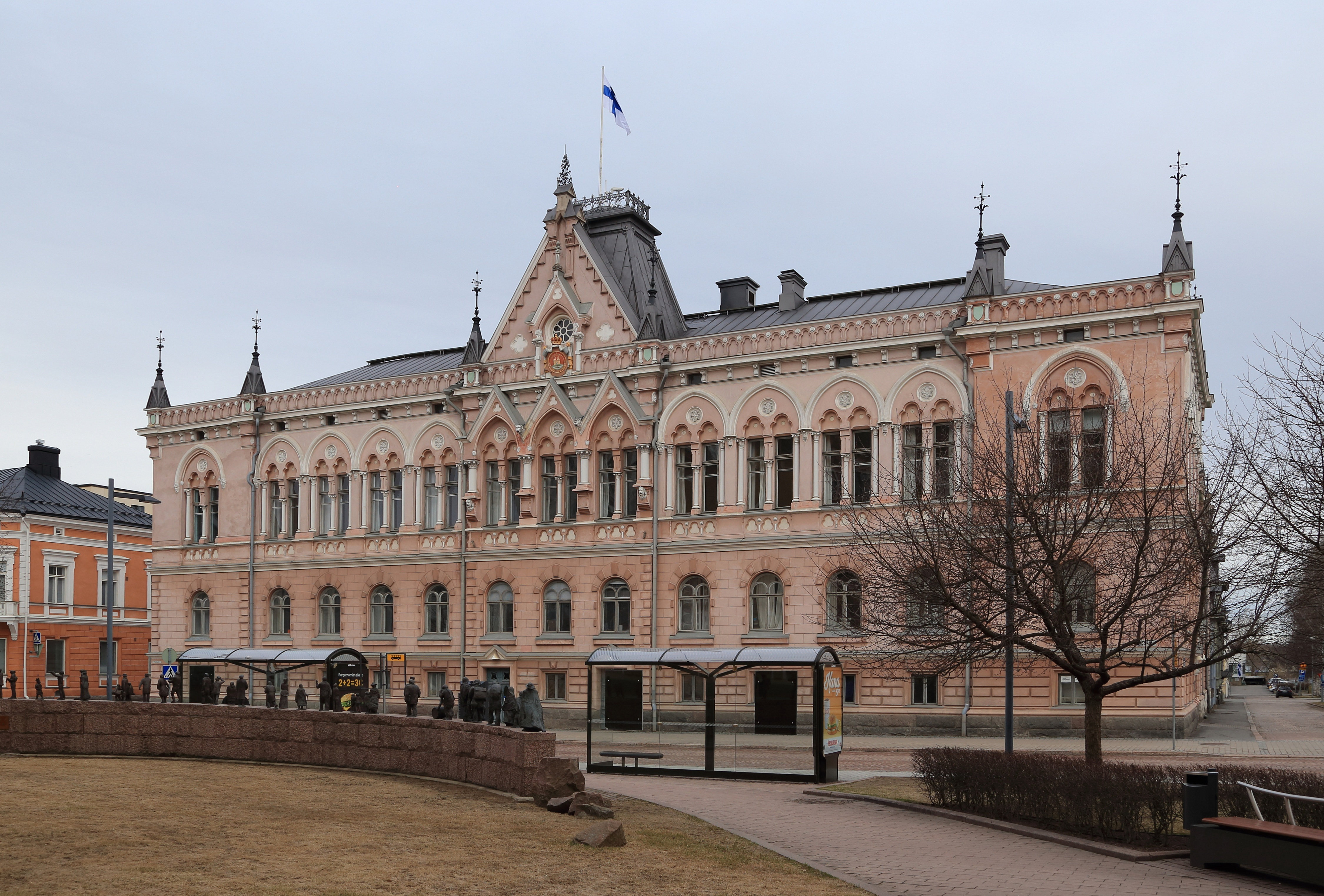
Культурний центр «Вальве»

Фестиваль був заснований у 1981 році «Кіноцентром Оулу». Проводиться щороку у листопаді місяці. Основне місце проведення фестивалю є Культурний центр «Вальве» у центрі міста Оулу, показ фільмів також проходить в кінотеатрі «Фіннкіно». 
З 1992 року на фестивалі проводиться конкурс дитячого кіно. 
У конкурсній програмі фкстивалю представлено до 15 фільмів тривалість від 45 хвилин.

## Призи
- «Starboy Award» — нагорода режисеру найкращого конкурсного фільму[3]
- «For Tomorrow Award» — нагорода найкращому молодіжному фільму
- «ECFA Award» — нагорода за найкращий європейський фільм
- «Prixe of the Media Foundation of the Evangelical Lutheran Church of Finland» — нагорода найкращому фінському фільму та ґрант у розмірі 1500 євро